# Piet Huijg
Piet Huijg (Velsen, 19 maart 1951 – Haarlem, 6 december 2019) was een Nederlands profvoetballer die zijn gehele carrière uitkwam voor HFC Haarlem, waarmee hij drie keer kampioen werd van de eerste divisie.

## Loopbaan
Voordat hij naar Haarlem kwam speelde Huijg voor de amateurs van BVC Bloemendaal. In het seizoen 1970-1971 maakte hij zijn debuut namens Haarlem in de eredivisie. Na de degradatie in 1971 volgde het jaar erop direct weer promotie naar de eredivisie. Huijg speelde in die jaren nog als middenvelder. In 1975 degradeerde hij met de Roodbroeken wederom naar de eerste divisie, maar opnieuw volgde een jaar later onder leiding van Barry Hughes het kampioenschap en daarmee promotie naar het hoogste niveau.
Onder diezelfde Hughes volgde in 1980 wederom degradatie uit de eredivisie. In 1981 werd Huijg echter voor de derde keer kampioen van de eerste divisie met de Haarlemmers. Met Huijg als voorstopper, onder meer de jonge Ruud Gullit in de gelederen en met Hans van Doorneveld als trainer kwalificeerde Haarlem zich een jaar later zelfs voor de UEFA Cup. Hij speelde onder andere in de wedstrijden in de tweede ronde tegen Spartak Moskou. De met 2-0 verloren uitwedstrijd werd bekend door de Loezjnikiramp die vlak voor het einde van de wedstrijd plaatsvond en waarbij een groot aantal toeschouwers omkwam. In de thuiswedstrijd bracht Huijg Haarlem met een kopbal op voorsprong. Door een 1-3 verlies werd de ploeg echter uitgeschakeld. In 1984 zette Huijg na 349 wedstrijden voor Haarlem een punt achter zijn carrière in het betaalde voetbal.
Na zijn sportloopbaan opende hij een sportzaak in Haarlem die sinds zijn pensioen in 2013 wordt gerund door zijn oudste dochter. Piet Huijg overleed op 6 december 2019 aan de gevolgen van Alzheimer.